# Lhok Meureubo
Lhok Meureubo is een bestuurslaag in het regentschap Aceh Utara van de provincie Atjeh, Indonesië. Lhok Meureubo telt 253 inwoners (volkstelling 2010).